# نيكولاس فالار
نيكولاس فالار (بالفرنسية: Nicolas Vallar)‏ (22 أكتوبر 1983 فرنسا - ) هو لاعب كرة قدم فرنسي، يلعب كمدافع.

## روابط خارجية
- نيكولاس فالار على موقع الاتحاد الدولي (مؤرشف)  (الإنجليزية)
- نيكولاس فالار على موقع قاعدة بيانات كرة القدم.إي يو (الإنجليزية)
- نيكولاس فالار على موقع ناشيونال فوتبول تيمز (الإنجليزية)
- نيكولاس فالار على موقع Soccerway.com (الإنجليزية)
- نيكولاس فالار على موقع عالم كرة القدم.نت (الإنجليزية)